# 式佳國際
式佳國際有限公司，簡稱式佳國際（英語：Ocean Sky International Ltd，SGX：O05），在1988年創立，名為「式佳針織製衣廠有限公司」。後來在1995年，被翁瑥钊家族以管理層方式進行收購。
主席及總裁為翁瑥钊，業務為全球客户提供实时方案和服务，以製衣業供應鏈為主。總部位於5 Tampines Central 1 #03-03 Tampines Plaza Singapore 529541。股份在2003年3月24日於新加坡交易所主板上市，招股價為0.23坡元，發行股份為92,000,000股，集資額為21,160,000坡元。

## 連結
- OceanSkyIntl.com （页面存档备份，存于）